# Fachverband Betonbohren und -sägen Deutschland
Der Fachverband Betonbohren und -sägen Deutschland e. V. mit Sitz in Darmstadt wurde 1984 gegründet. Mitglieder sind Dienstleistungsbetriebe und Herstellerfirmen mit Bezug zum Betonbohren und -sägen. Der Verband kooperiert eng mit dem Internationalen Verband der Betonbohr- und Sägeunternehmungen (IVBS). Durch diesen Zusammenschluss werden Interessen der Branche auf internationaler Ebene vertreten.

## Museum für alte Betonbohr und -sägemaschinen
2006 wurde der Verein „Museum für alte Betonbohr- und -sägemaschinen e. V.“ mit dem Ziel gegründet, die Geschichte der Betonbohr- und -sägebranche der Öffentlichkeit zugänglich zu machen.